# Juan Straubinger
Johannes Straubinger, llamado en español Juan Straubinger (Esenhausen, Wilhelmsdorf, 26 de diciembre de 1883-Stuttgart, 23 de marzo de 1956) fue un sacerdote católico alemán, que además destacó como teólogo, exegeta bíblico, escolástico y profesor de Sagrada Escritura, que vivió exiliado en la Argentina durante la Segunda Guerra Mundial. Es traductor de la Biblia Platense, una versión católica de la Biblia en español.

## Biografía
Nació en Esenhausen en 1883 e Ingresó al Seminario Teológico de Stuttgart en 1896, en donde recibió el orden sacerdotal en 1907. Fue profesor de hebreo en su Seminario, así como doctor en lenguas orientales e historia comparada de las religiones, estudiando también el idioma árabe.
Durante su estadía en el Monasterio de Santa Catalina del Monte Sinaí, tuvo acceso al Códice Sinaítico, el códice más viejo conocido de la versión siríaca de la Biblia, y que probablemente haya sido vertido de algún códice griego del siglo II. También estudió el Códice Sinaítico, redactado en siríaco durante el siglo IV, y otros textos antiguos escritos en siríaco, en árabe y en griego. En 1933, fundó el Movimiento Bíblico Popular Católico, para la difusión y la enseñanza de los escritos bíblicos.
En 1937, tradujo y publicó la versión en alemán de la encíclica «Mit brennender Sorge» (en español: «Con ardiente inquietud»), documento papal impreso y publicado por la Iglesia católica en Alemania. La Encíclica se leyó durante la Misa en todos los recintos y lugares de culto de la Iglesia católica en Alemania el 21 de marzo de ese mismo año. La lectura de la encíclica causó mucho revuelo, pues fue la más enérgica reacción de oposición contra el régimen nazi. Cinco días más tarde, la Gestapo logró la confesión de otro sacerdote, quien delató a Straubinger como el traductor de dicho documento. Habiendo sido alertado de que era buscado por el régimen, Straubinger se refugió en Suiza.
En 1938, fue invitado por Enrique Mühn, obispo de San Salvador de Jujuy, Argentina, para que se incorporara a las actividades de esa diócesis. Johannes Straubinger aceptó la propuesta, y viajó a Argentina, en donde se asentó durante unos once años. Allí recomenzó su obra apologética, con la edición de una hoja bíblica periódica. En el año siguiente, fundó una revista bíblica. En 1940, se trasladó a La Plata, Provincia de Buenos Aires, y desempeñó allí el cargo de profesor de Sagrada Escritura en el seminario San José de La Plata.
Armando Levoratti llamó a Straubinger «Una de las glorias del Seminario platense» y afirmó que su clases de griego bíblico lo inspiraron a entrar al campo de la traducción.
El 29 de noviembre de 1951, Straubinger retornó a Alemania. Se estableció en Stuttgart; donde desarrolló una labor apostólica para la difusión de los escritos bíblicos. La Universidad de Münster (Renania del Norte-Westfalia) le otorgó el doctorado honoris causa en teología en reconocimiento a su tarea en Argentina, dando razón de esa distinción al que llamarían «el San Jerónimo de Sudamérica».
Jamás pudo volver a la Argentina debido a problemas de salud. Johannes Straubinger falleció en su lecho en Stuttgart el 23 de marzo de 1956, a los 72 años.

## Obras
| Año  | Obra                                                                                              | Lugar               | Notas |
| ---- | ------------------------------------------------------------------------------------------------- | ------------------- | --- |
| 1934 | Wesen, Ziel und Aufgabe der Katolischen Aktion (Esencia, fin y dedicatoria de la acción católica) | Stuttgart, Alemania | |
| 1937 | Die Judenfrage im Licht der Heiligen Schrift (La cuestión judía a la luz de la Sagrada Escritura) | Stuttgart, Alemania | Estudio apologético-exegético en el cual se enfatiza el carácter antibíblico de todas las tempranas medidas adoptadas contra el pueblo judío por el régimen nazi                                            |
| 1937 | Mit brennender Sorge... (Con ardiente inquietud...)                                               | Alemania            | Traducción alemana de la carta papal de Pío XI contra el régimen nazi |
| 1941 | Nuevo Testamento: de Nuestro Señor Jesucristo                                                     | La Plata, Argentina | revisión de la versión de Félix Torres Amat, según el texto de la Vulgata. Editorial Guadalupe. |
| 1943 | La sagrada biblia: según la Vulgata                                                               | La Plata, Argentina | Actualización crítica de la traducción de Félix Torres Amat. Imprenta y Librería Guadalupe. En esta edición ya no se hallan las numerosas glosas marginales en letras bastardillas de la versión de Torres. |
| 1944 | Los Santos Evangelios                                                                             | La Plata, Argentina | Ilustrada con 186 xilografías. La traducción, según el griego, le fue encargada a Straubinger con ocasión del IV Congreso Eucarístico Nacional Argentino. Llevaba prólogo del Cardenal Santiago L. Copello. |
| 1945 | Hechos de los apóstoles                                                                           | La Plata, Argentina | |
| 1947 | Cartas de San Pablo                                                                               | La Plata, Argentina | |
| 1948 | Nuevo Testamento                                                                                  | La Plata, Argentina | |
| 1949 | Los Salmos                                                                                        | La Plata, Argentina | |
| 1951 | Biblia comentada                                                                                  | La Plata, Argentina | Versión de la Biblia en castellano, en cuatro tomos, con abundantes notas teológico-exegéticas |
| ¿?   | El Evangelio y los errores protestantes                                                           | ¿?                  | Estudio apologético-exegético en el cual se enfatiza los serios desenfoques de tipo doctrinal y conceptual de los protestantes radicales en torno al mensaje social del Evangelio                           |

## Nota
1. ↑  La forma castellana de su nombre se debe a que, durante su estadía en Argentina, solía verter su nombre a la forma española del mismo, de acuerdo con los usos comúnmente aceptados por las comunidades idiomáticas alrededor del mundo durante el siglo XX.